# Денисов, Сергей Евдокимович
Сергей Евдокимович Денисов (1914—1945) — Гвардии старший лейтенант Рабоче-крестьянской Красной Армии, участник Великой Отечественной войны, Герой Советского Союза (1943).

## Биография
Сергей Денисов родился 10 августа 1914 года в деревне Кареево в семье крестьянина. Получил неполное среднее образование, работал в Старожиловском райотделе НКВД СССР. В 1940 году Денисов был призван на службу в Рабоче-крестьянскую Красную Армию. В 1942 году он окончил военно-политическое училище, затем курсы переподготовки комсостава. С ноября 1942 года — на фронтах Великой Отечественной войны. Участвовал в Сталинградской битве. К июлю 1943 года гвардии лейтенант Сергей Денисов командовал артиллерийской батареей 207-го гвардейского стрелкового полка 70-й гвардейской стрелковой дивизии 17-го гвардейского стрелкового корпуса 13-й армии Центрального фронта. Отличился во время Курской битвы.
В период с 6 по 10 июля 1943 года батарея Денисова отражала атаки вражеских танковых подразделений в районе села Ольховатка Поныровского района Курской области, нанеся им большие потери. В бою Денисов получил ранение и контузию, но поля боя не покинул, отремонтировав своими силами два орудия и продолжив сражаться.
Указом Президиума Верховного Совета СССР от 7 августа 1943 года за «образцовое выполнение боевых заданий командования на фронте борьбы с немецкими захватчиками и проявленные при этом мужество и героизм» гвардии лейтенант Сергей Денисов был удостоен высокого звания Героя Советского Союза с вручением ордена Ленина и медали «Золотая Звезда» за номером 1088.
В дальнейшем участвовал в освобождении Украинской ССР, Польши, Прибалтики. В боях два раза был ранен. 19 марта 1945 года Денисов погиб в бою на подступах к Кёнигсбергу. Урна с его прахом захоронена в парке посёлка Старожилово.

## Награды
Был также награждён орденами Отечественной войны 2-й степени, Красной Звезды, медалью «За оборону Сталинграда».

## Память
В честь Денисова названа улица в Старожилово, на ней ему установлен памятник.